# El rústic "Bertoldo"
Lo rústic "Bertoldo" (El rústic "Bertoldo", en català normatiu) és una farsa grotesca en quatre actes i en vers, original de Frederic Soler, en col·laboració de Joan Molas i Casas i Josep Feliu i Codina, escrita l'any 1880 i estrenada al Teatre Català Romea el dia 2 de maig de 1886.

## Repartiment de l'estrena
- La reina: Concepció Pallardó
- Palmira: Carme Parreño[4]
- Reparada: Caterina Mirambell
- Rosaura: Concepció Palà
- La fadrina: Caterina Fontova
- Dalmira: ?
- La viuda: ?
- Bertoldo: Lleó Fontova[5]
- El rei: Joan Isern
- El comte Robert: Joaquim Pinós
- Enric: Hermenegild Goula[6]
- El duc del castell: Jaume Virgili
- Estornell: Lluís Muns
- Crespi: N. Baró
- Un agutzil: Frederic Fuentes
- El duc de l'Estol: ?
- El comte Rosanes: ?
- Un uixer: ?
- Un notari: ?

## Edicions
- 1ª ed.: Casa Editorial de Teatre. Bonavia i Duran, impressors. Barcelona, 1915.